# Bruce Crane
Pour les articles homonymes, voir Crane.
Bruce Crane, né le 17 octobre 1857 à New York dans l'état de New York et décédé le 29 octobre 1937 à Bronxville dans le même état aux États-Unis, est un peintre tonaliste américain. Membre de la colonie artistique d'Old Lyme, il est connu pour ces peintures des paysages des régions des états de New York, du Connecticut et du New Jersey réalisées dans le style de l'American Barbizon School.

## Biographie
Bruce Crane naît à New York en 1857. Initié à l'art par son père, Solomon Crane, il commence en 1874 un apprentissage comme dessinateur pour un architecte à Elizabeth dans l'état du New Jersey. En 1876, il retourne à New York. Ayant approché le peintre Alexander Helwig Wyant afin de lui montrer ses œuvres, ce dernier l'encourage à poursuivre sa carrière artistique et lui donne des cours. Il expose pour la première fois à l'académie américaine des beaux-arts en 1876.
Entre 1878 et 1882, il poursuit sa formation à l'Art Students League of New York, tout en réalisant plusieurs voyages en France, ou il visite notamment la colonie artistique de Grez-sur-Loing en compagnie des peintres William Anderson Coffin, Kenyon Cox et des frères Thomas Alexander et Lovell Birge Harrison, travaille à Paris et découvre les œuvres du peintre Jean-Charles Cazin. Il devient membre de la Society of American Artists (en) en 1881.
A la fin de ces études et de ces voyages en Europe en 1882, il travaille dans son studio à New York ou il peint des paysages de la région de l'état de New York, comme les monts Adirondacks, les paysages côtiers de l'île de Long Island et les environs de la ville d'East Hampton, ainsi que ceux des états voisins du New Jersey et du Connecticut. En 1890, il devient membre de l'American Watercolor Society. Il est élu à l'académie américaine des beaux-arts en 1901. Sa carrière est perturbée l'année suivante par des problèmes familiaux conduisant à son divorce la même année, à l'internement de sa première femme, Jeanne Buchard Brainerd, et à un second mariage avec sa belle-fille, Ann Brainered. Il s'isole alors dans les monts Adirondaks et disparaît de la scène artistique new-yorkaise pendant quelques années. À partir de 1904, il fréquente durant l'été la colonie artistique d'Old Lyme et s'installe en 1910 dans la petite ville de Bronxville ou il passe ces hivers.
En 1904, il obtient une médaille d'or lors de l'exposition universelle de Saint-Louis dans le Missouri. Au début des années 1910, il remporte la médaille Saltus et reprend une vie mondaine. Il reçoit une médaille d'argent à l'exposition universelle de Panama-Pacific à San Francisco en 1915. Il est, de 1929 à 1933, le président du Salmagundi Club, succédant au peintre Franklin De Haven et précédant le peintre Louis Betts. Immobilisé après une chute en 1935, il décède à Bronxville en 1937. Il repose au cimetière de Green-Wood à New York.
Ces œuvres sont notamment visibles ou conservées au Metropolitan Museum of Art de New York, au Florence Griswold Museum d'Old Lyme, au Smithsonian American Art Museum de Washington, au Lauren Rogers Museum of Art (en) de Laurel, au Dayton Art Institute de Dayton, à la Addison Gallery of American Art (en) d'Andover, au Worcester Art Museum de Worcester, au Lyman Allyn Art Museum (en) de New London, à la bibliothèque Huntington de San Marino, au Cincinnati Art Museum de Cincinnati, au Birmingham Museum of Art de Birmingham, à la Pennsylvania Academy of the Fine Arts de Philadelphie, au Newark Museum de Newark, au musée d'Art de Dallas au Carnegie Museum of Art de Pittsburgh, au Mattatuck Museum (en) de Waterbury, au Currier Museum of Art de Manchester, au Figge Art Museum (en) de Davenport, au Farnsworth Art Museum (en) de Rockland et au Crocker Art Museum de Sacramento.

## Œuvres

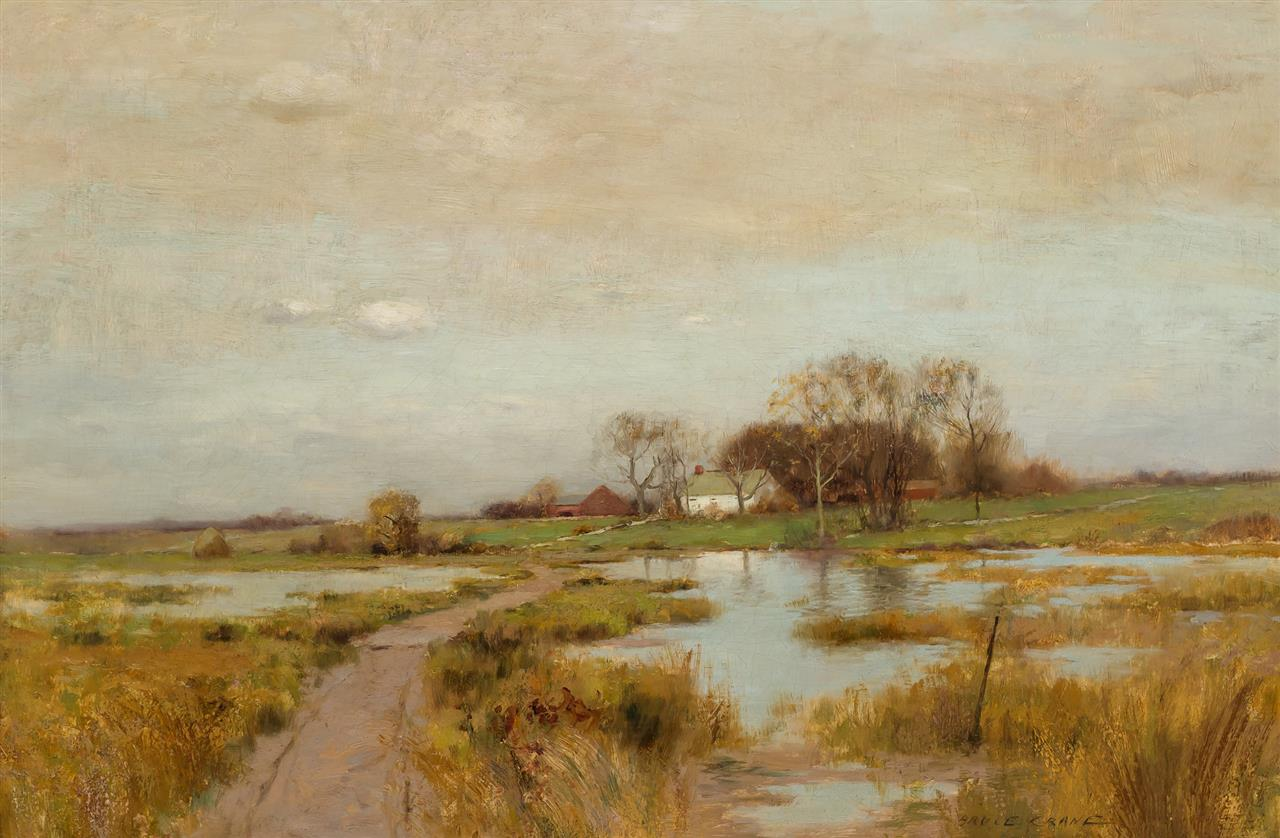
Across the Marshes, sans date
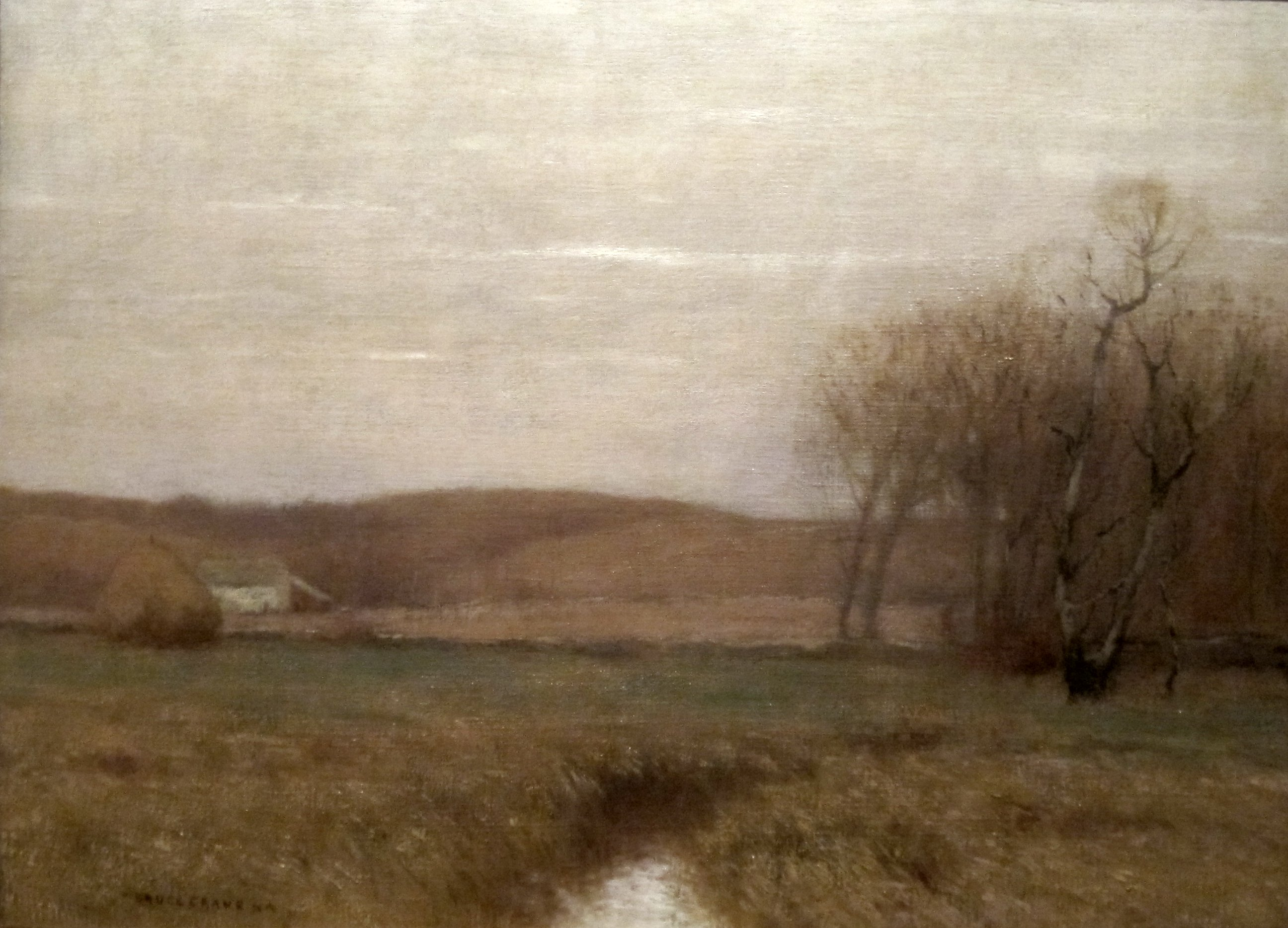
Fall Morning, sans date, Dayton Art Institute
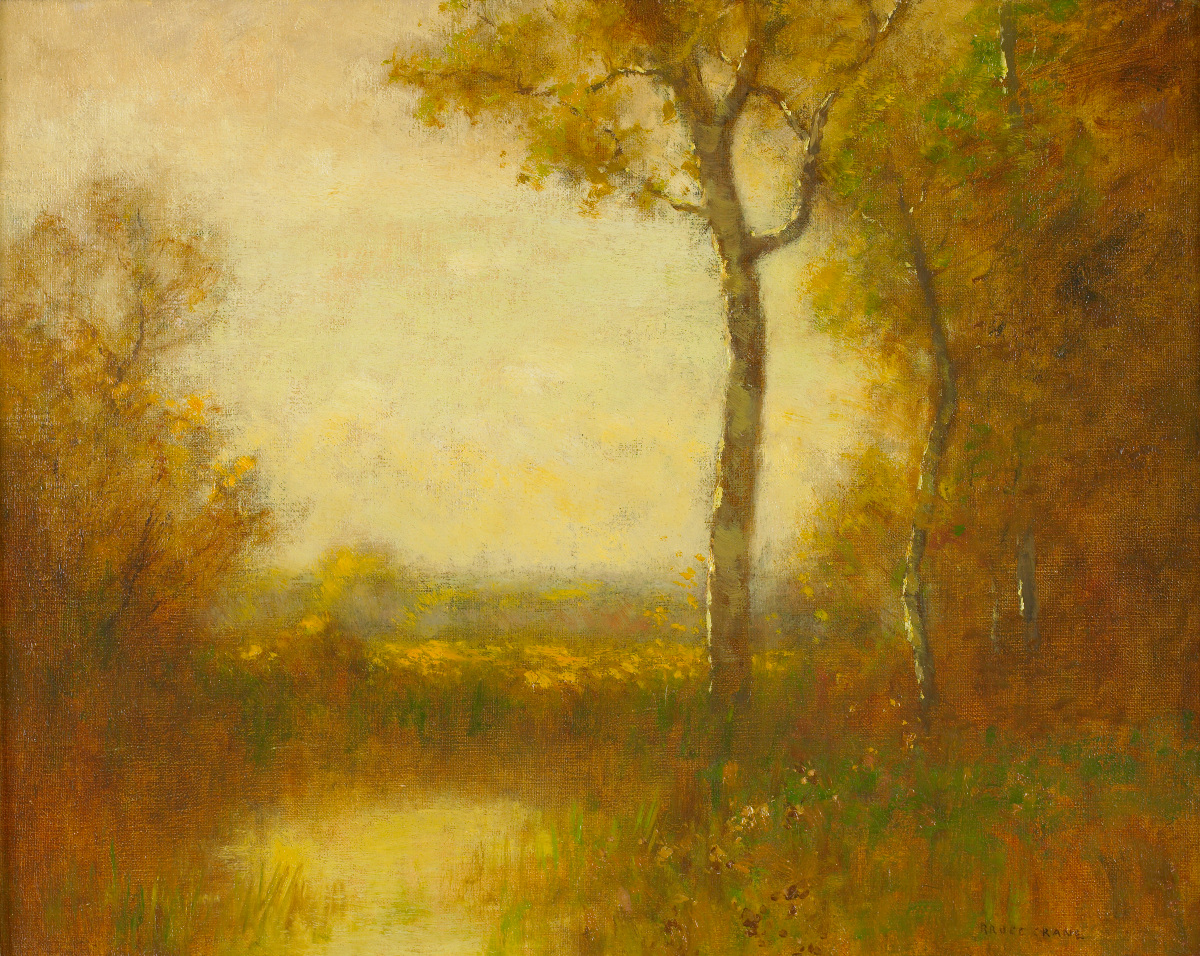
Autumn, Brandywine Valley, Pennsylvania, sans date
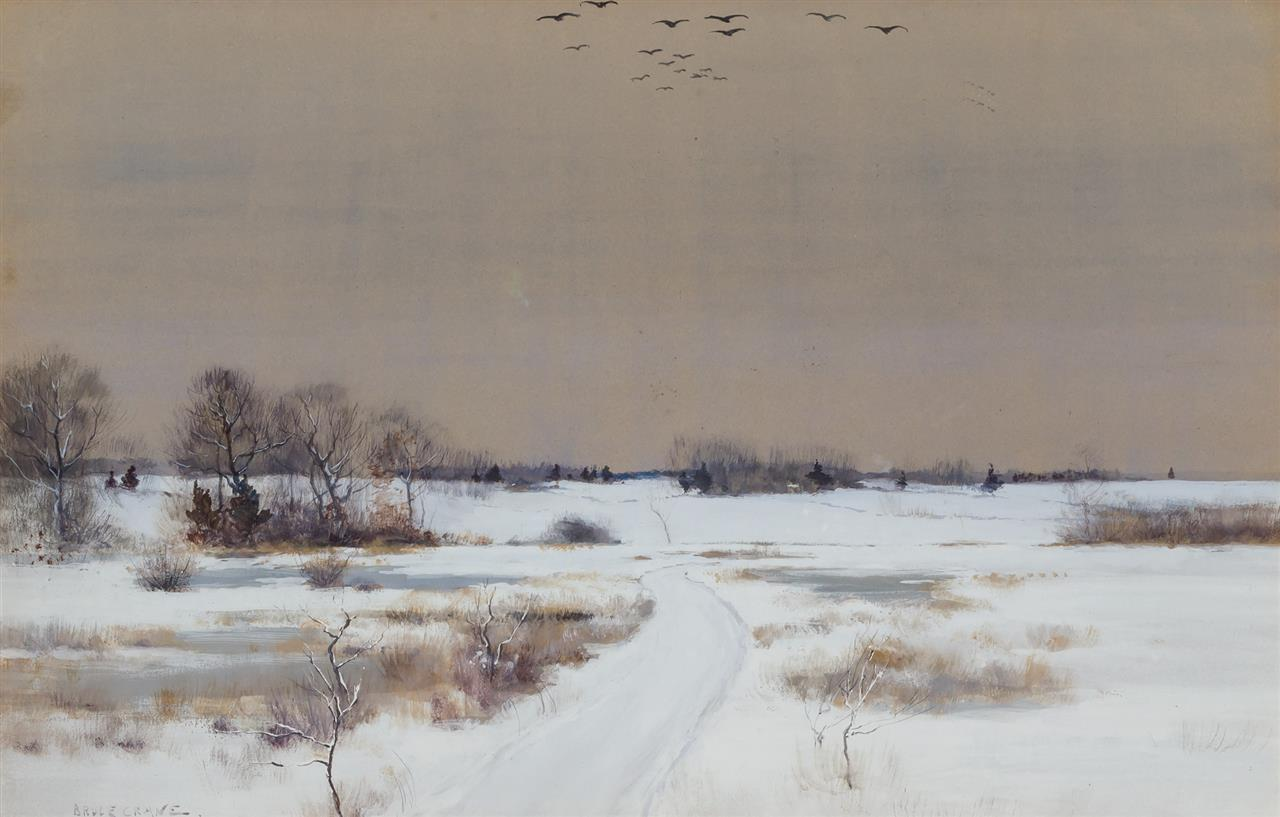
Winter Scene, 1890
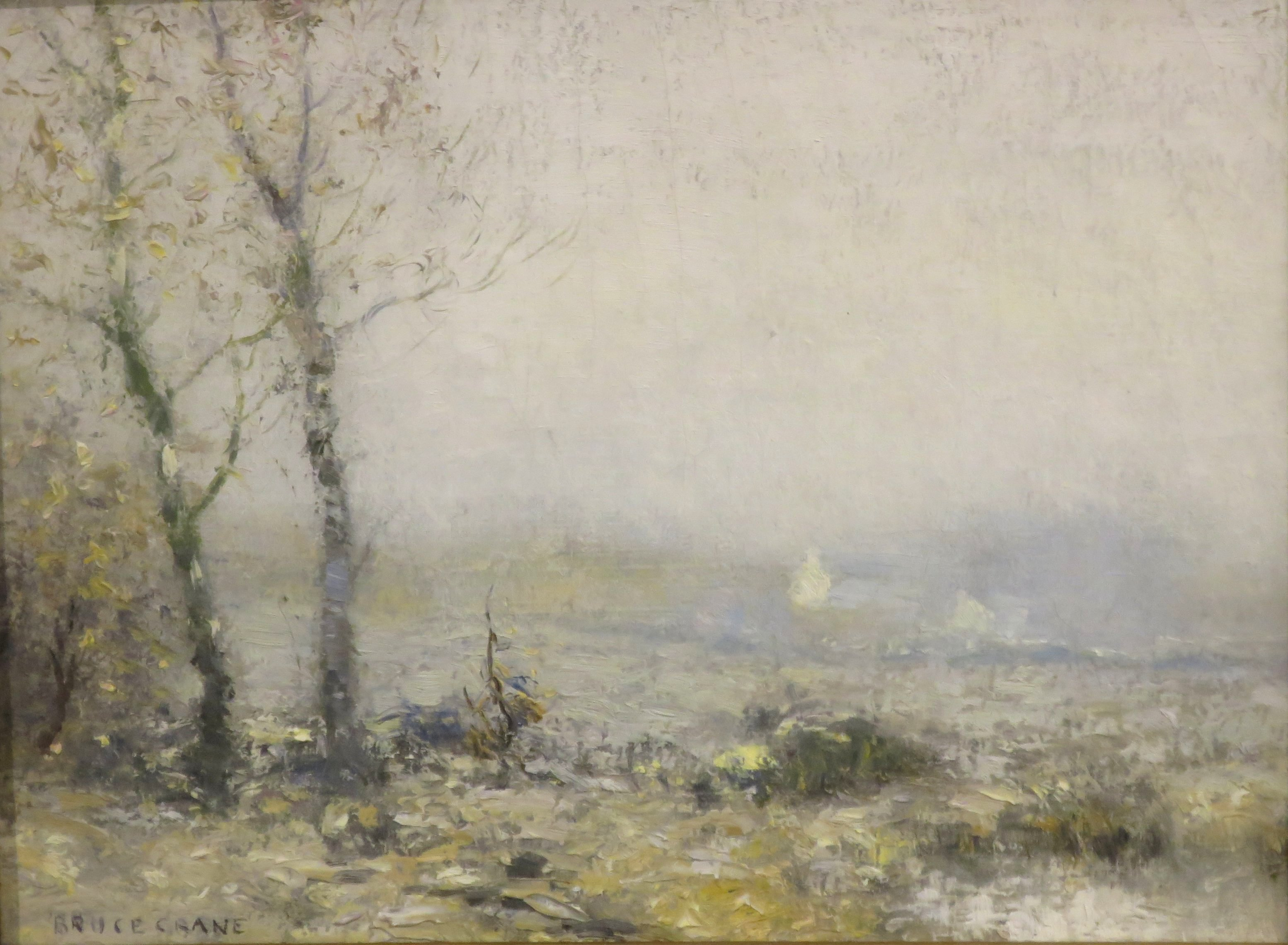
Frosted Fields, vers 1900, Dayton Art Institute
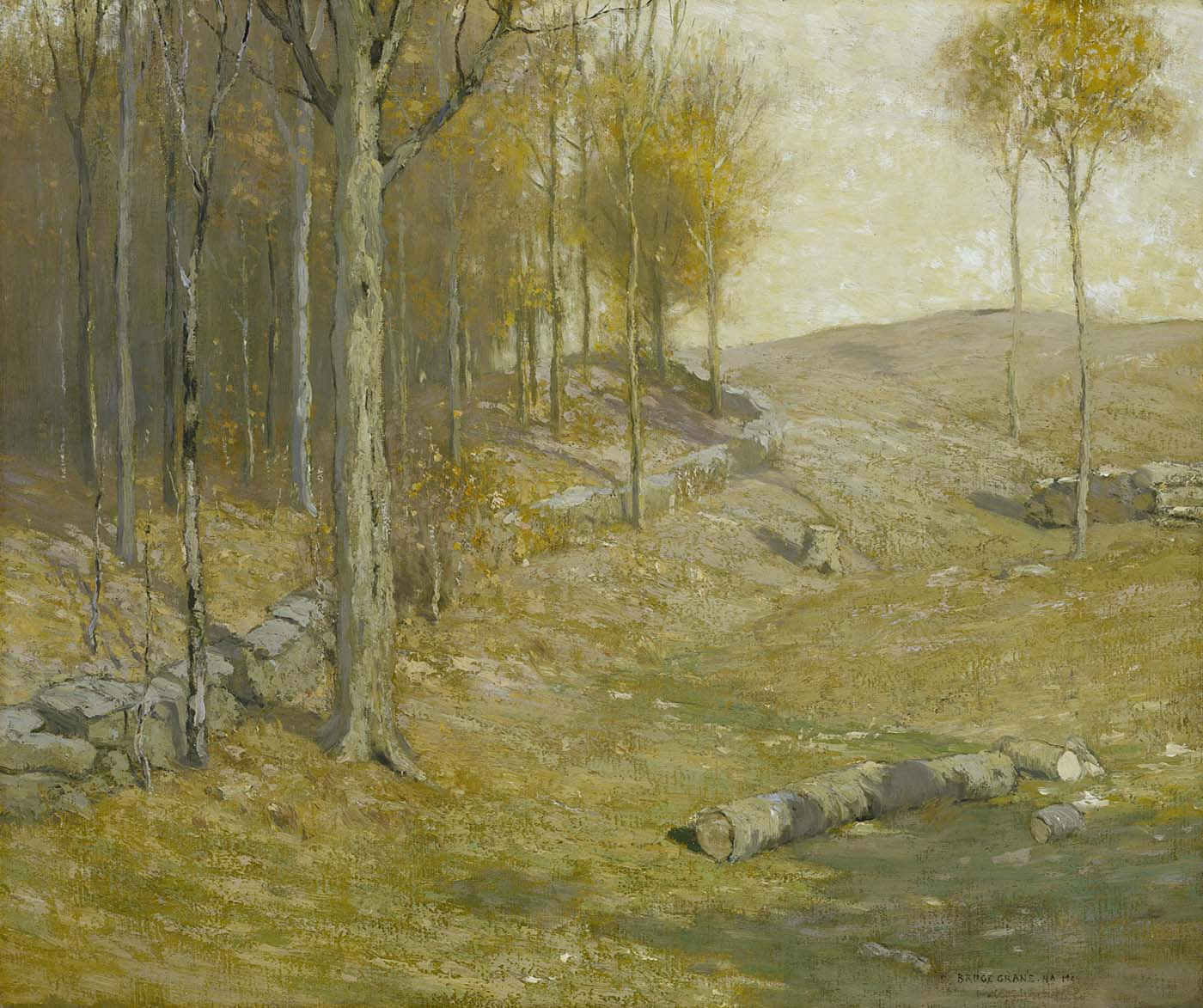
Autumn, 1909, Smithsonian American Art Museum
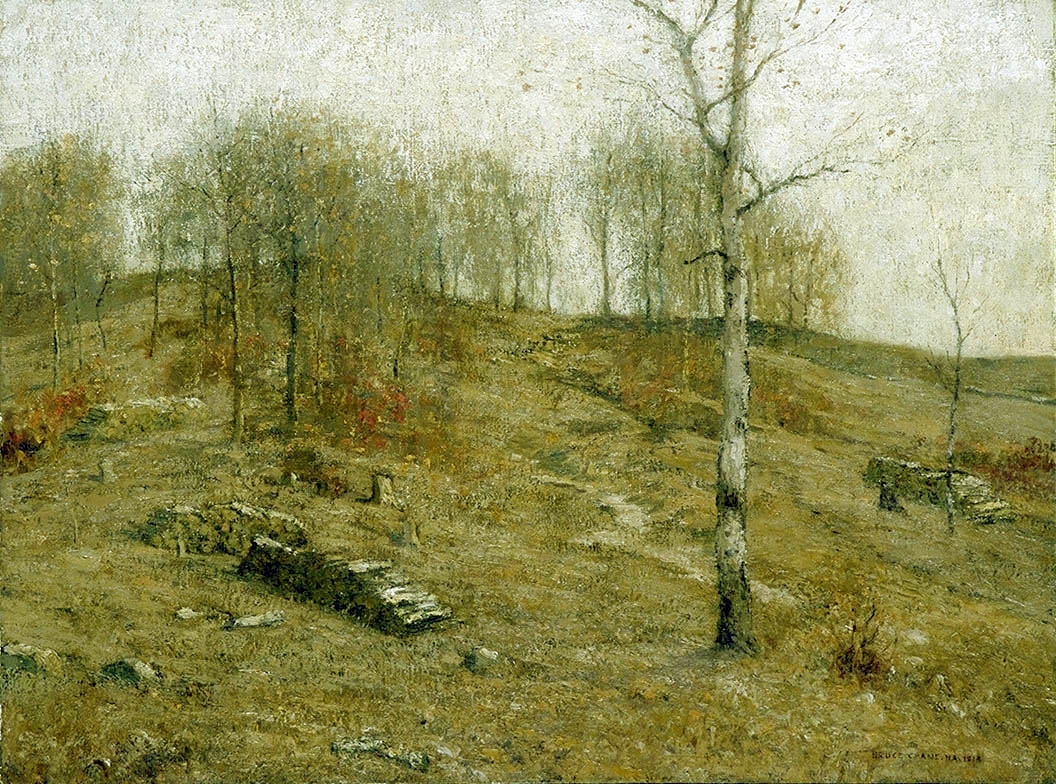
December Uplands, 1919, Smithsonian American Art Museum
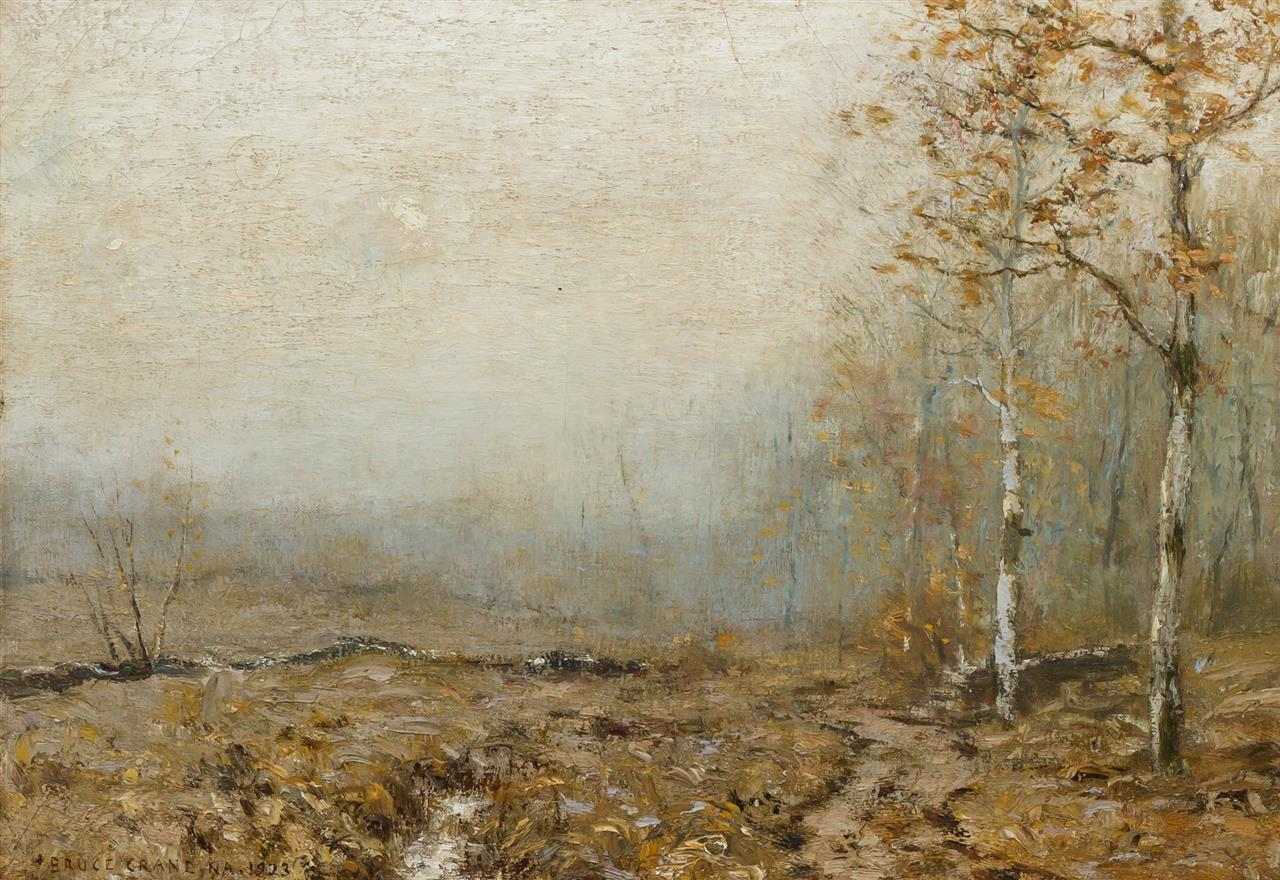
Grey Morning, 1923
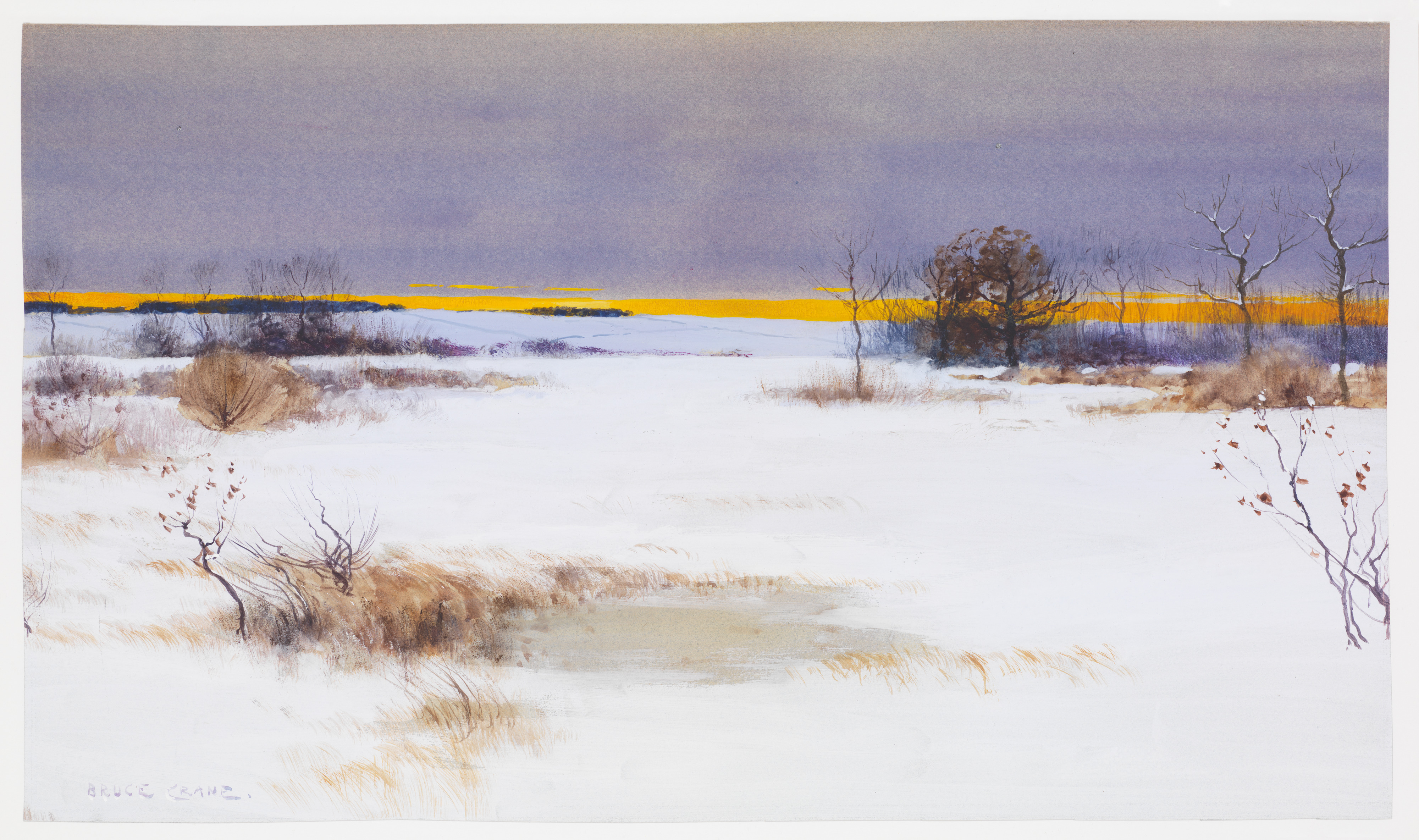
Snow Scene, sans date, Metropolitan Museum of Art
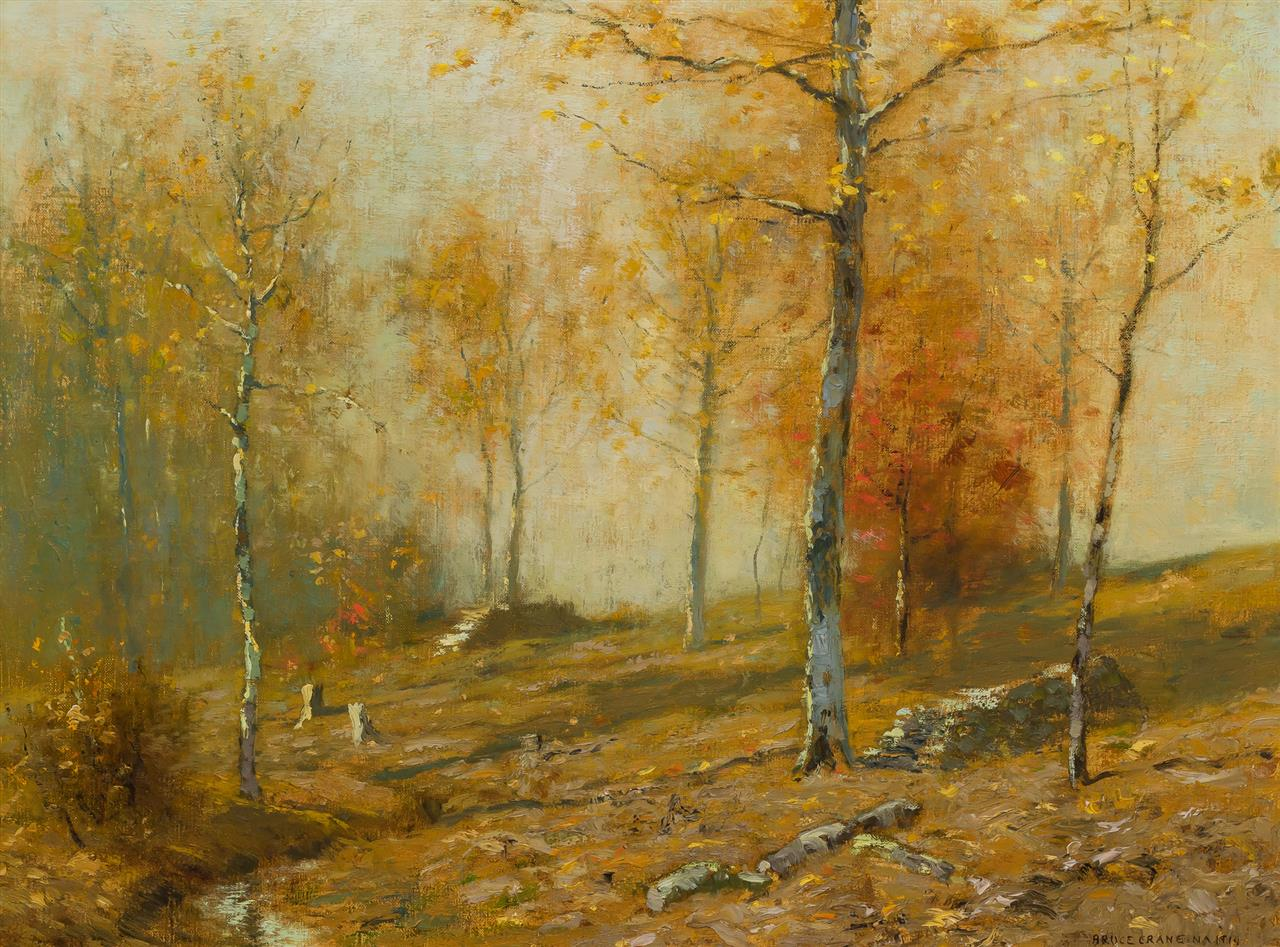
Autumn Woodlands, sans date
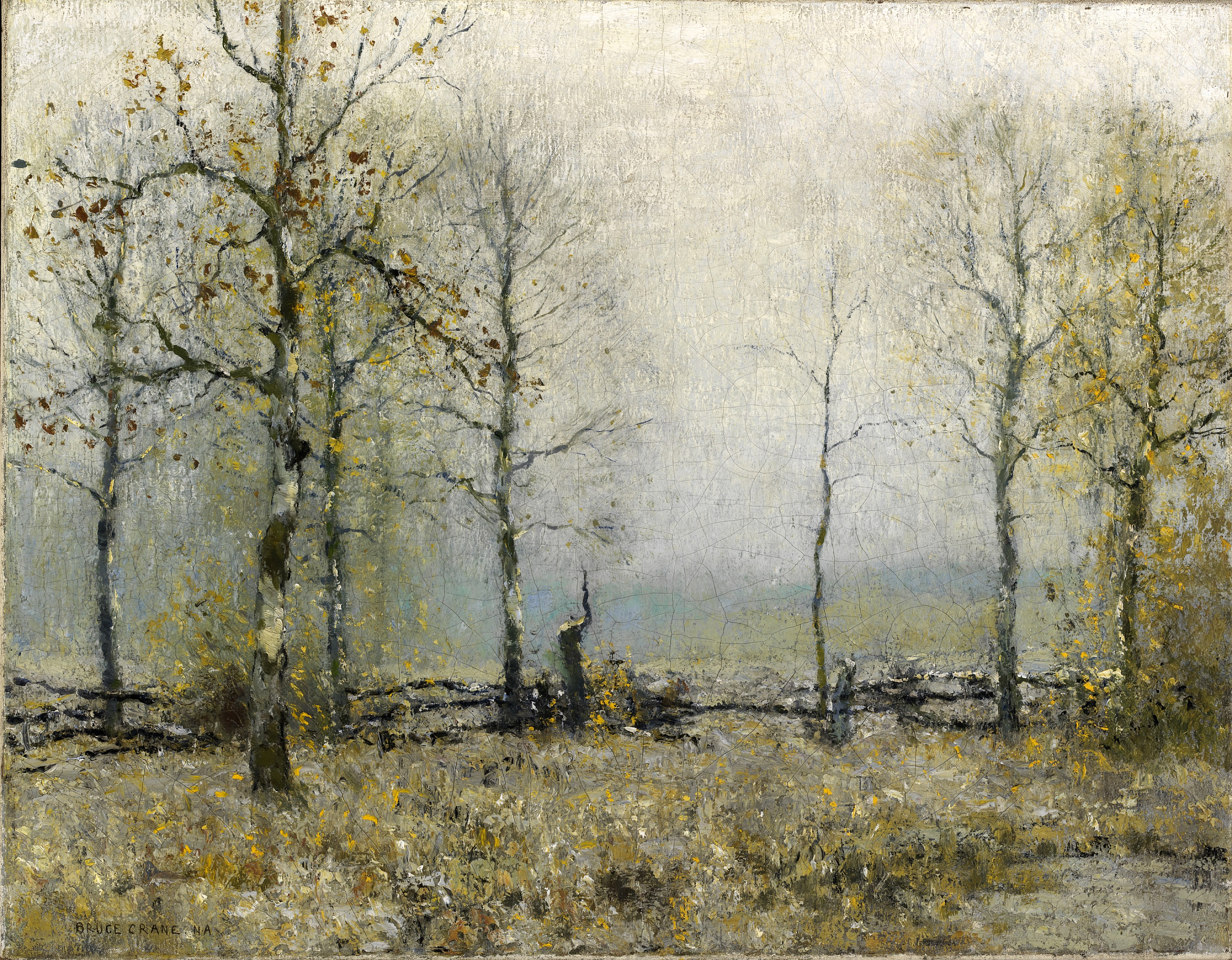
The Fall Season, sans date, Smithsonian American Art Museum